# Jacobus Ludovicus Cornet
Jacobus Ludovicus Cornet (Leiden, 1815 - Leiden, 1882), bekend als J.L. Cornet, was een Nederlands kunstschilder en tekenaar.

## Levensloop
Cornet volgde tekenles in Leiden maar was grotendeels autodidact. Hij was een van de stichters van Museum De Lakenhal in Leiden. Hij stond ook aan het hoofd van de Leidse kunstenaarssociëteit Ars Aemula Naturae en de Amsterdamse kunstenaarssociëteit  Arti et Amicitiae.
Hij diende als hoofd van het Prentenkabinet in Leiden van 1851 tot zijn dood in 1882. Na zijn dood werd er geen opvolger benoemd. Een groot deel van de Leidse verzameling ging op in het Rijksprentenkabinet, dat nu een deel vormt van het Rijksmuseum in Amsterdam.

## Werk
Een geliefd onderwerp was de Nederlandse geschiedenis, vooral de Gouden Eeuw. Hij schilderde een aantal werken voor Jacob de Vos Jacobszoons galerij van olieverfschilderijen met scenès uit de vaderlandse geschiedenis. Cornet schilderde en tekende ook portretten, landschappen, interieuren en andere onderwerpen.
Voor het schilderij De kamer van de gebroeders De Witt in de Gevangenpoort na de moord, geschilderd voor de historische galerij van Jacob de Vos Jacobszoon, bezocht Cornet de Gevangenpoort in Den Haag om een exacte reproductie te maken van het vertrek waar Cornelis en Johan de Witt in 1672 gevangengehouden werden voordat ze uit de gevangenis werden gesleurd en vermoord.
Een schilderij van Cornet uit ca. 1845, nu in de collectie van de Lakenhal, toont de 17e-eeuwse schilder Paulus Potter. Het Rijksmuseum in Amsterdam bezit Cornets Portret van David Pièrre Giottino Humbert de Superville. In 1982 hield het Lakenhal-museum een tentoonstelling van Cornets werk.

## Enkele werken

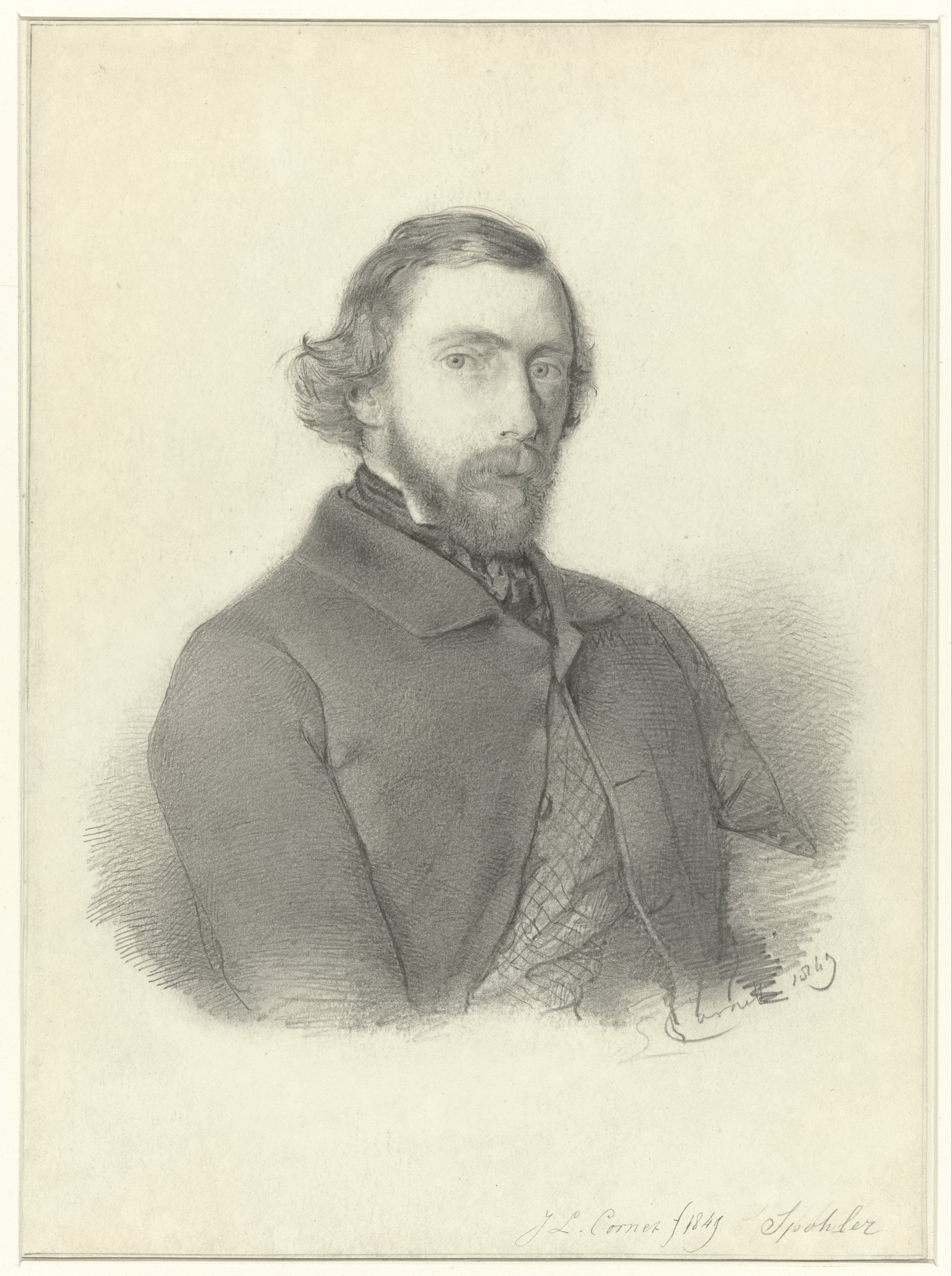
Portret van de schilder Jan Jacob Spöhler (1849)
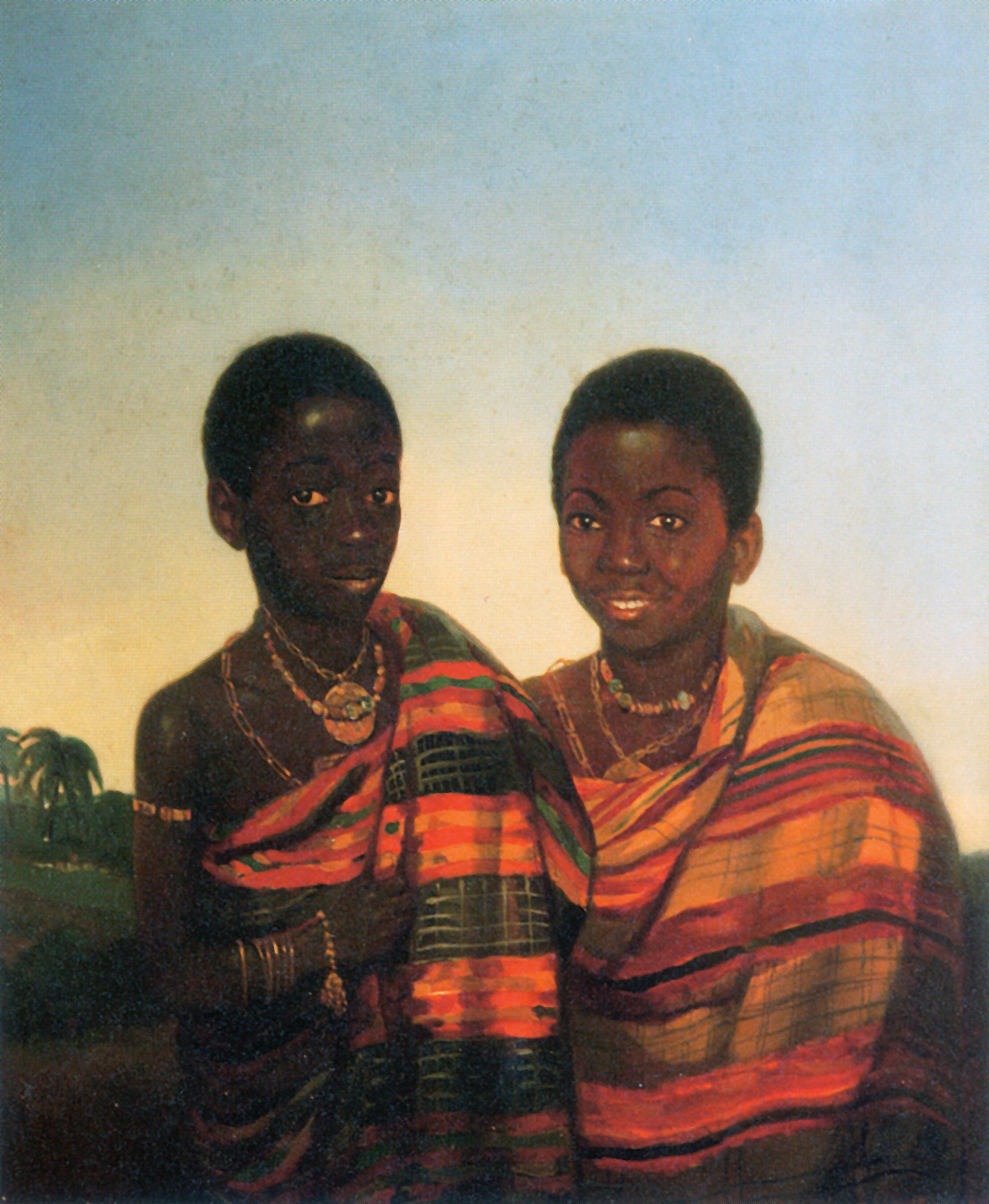
De Ashanti-prinsjes Aquasi Boachi en Quamin Poko, ca. 1840
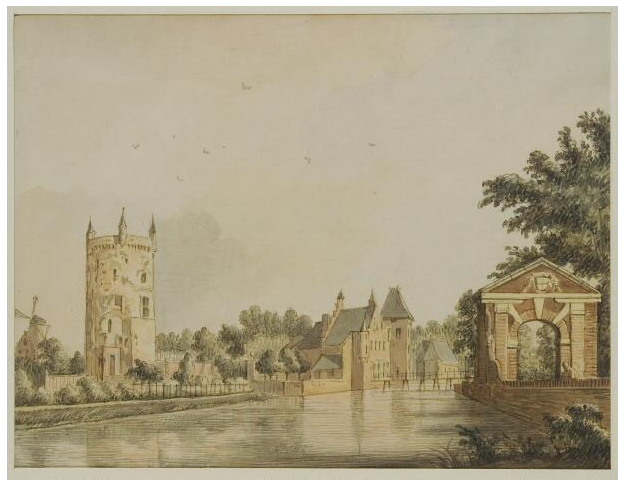
Kasteel Culemborg in 1750. Schilderij van Cornet uit 1872, naar een origineel van Jan de Beijer
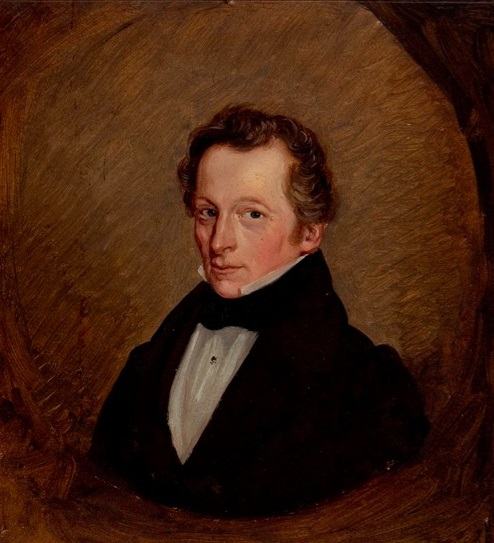
Portret van J.T. Bodel Nijenhuis (Collectie UB Leiden)